# آمستردام-غرب
امستردام-غرب (به هلندی: Amsterdam-West) یک سکونتگاه مسکونی در هلند است که در آمستردام واقع شده‌است.